# Lindenborg Å
Lindenborg Å er en 47 km lang å i Østhimmerland, der har sit udspring i samme kildevæld lidt syd for Rold Skov, som også er udspring for Simested Å, der løber mod syd, mens Lindenborg Å løber mod nord. Ådalen er fredet (ca. 1000 ha) ind gennem Rold Skov . Åen passerer den tidligere afvandede Gravlev Sø, der er blevet gendannet og får tilløb fra flere kilder, blandt andre Ravnkilde for foden af Rebild Bakker. Sydøst for  Støvring passerer den i en eng, der tidligere  har været en sø, voldstedet Egholm. Kort herefter  drejer den mod øst og passerer herregården Lindenborg, som har givet navn til åen. Kort derefter får den tilløb fra syd fra Skibsted Å, hvorefter den drejer mod nord igen og løber ud i Limfjorden ved Storvorde, cirka 10 km vest for fjordens udløb i Kattegat ved Hals.
Lindenborg Ådal er en del af det udpegede Natura 2000-område nr. 18 Rold Skov, Lindenborg Ådal og Madum Sø er udpeget som Habitatområde nr. 20 og 
Fuglebeskyttelsesområde nr. 3 og 4 med et samlet areal på 8.748 ha . 

## Trinbrættet
Aalborg-Hadsund Jernbane (1900-69) passerede åen på en bro 2 km syd for Vaarst. Her var opstillet en vandkran, så man kunne fylde vand fra åen på damplokomotiverne. Efter anmodning fra en lystfiskerklub oprettede baneselskabet i 1928 et trinbræt, der er blevet kaldt "Danmarks mest øde". I dag er det vandre- og cykelstien Hadsundruten, der går hen over den brede ådal og den gamle jernbanebro.